# 十二烷
十二烷，或称十二碳烷，是化学式为CH3(CH2)10CH3的烷烃。十二烷是粘稠的油状液体，为石蜡油组分之一。不考虑立体异构，它有355个同分异构体。高纯度的单体十二烷含量可以达到98%以上甚至更高。

## 应用
十二烷被用作溶剂和蒸馏驱动剂，也是柴油平均组分之一。
直线型十二烷与浓硫酸发生磺化反应后，转入钠可制成表面活性剂十二烷基磺酸钠（SDS`）。

## 扩展阅读
- Caudwell, D.R.; Trusler, J.P.M.; Vesovic, V.; Wakeham, W.A.  (PDF). NIST. 2003-06-16  [2007-10-09]. （原始内容 (pdf)存档于2006-10-09）.